# José Maria Lisboa
José Maria Lisboa (Lisboa, 18 de março de 1838 - São Paulo, 20 de novembro de 1918) foi um jornalista luso-brasileiro.

## Vida
Em Portugal, trabalhou no Diário de Notícias e em outros jornais menores. Vindo para o Brasil, deu continuidade à  sua vida como tipógrafo e jornalista, radicando-se na cidade de São Paulo em 1856, sendo logo contratado pelo Correio Paulistano. 
Depois dessa primeira experiência, trabalhou e ajudou a fundar vários periódicos. O mais importante deles foi o diário "A Província de São Paulo", fundado em 4 de janeiro de 1875, que mais tarde viria a chamar-se O Estado de S. Paulo e tornar-se um dos mais importantes jornais do Brasil. A Província era dirigida por Francisco Rangel Pestana e Américo Brasílio de Campos e tinha José Maria Lisboa como gerente e redator. Em 1884, Américo de Campos e José Maria Lisboa desligam-se do jornal. Alberto Sales substituiu Lisboa, passando a atuar como redator e tornando-se coproprietário do jornal. Sales permaneceu ligado ao jornal até 1886 quando foi substituído por Júlio Mesquita. 
Foi n'A Província que José Maria Lisboa e Américo de Campos aproximaram-se. 
Deixando A Província, Lisboa e Américo de Campos criaram seu próprio jornal a 8 de novembro de 1884,  ao qual batizaram com o nome de Diário Popular. Foi então criada a tradicional logomarca do Diário Popular - em letras góticas, num negro chapado - que era uma reminiscência emocional de José Maria Lisboa ao Diário de Notícias português, onde ele começara sua carreira jornalística.  A logomarca foi substituída em 1990, quando a propriedade do jornal já não estava mais nas mãos da família Lisboa. 
Dois anos depois, em 1886, o jornalista Alberto Sales - irmão do futuro presidente da República Manuel Ferraz de Campos Sales (15.11.1898 a 15.11.1902) - também deixa A Província e vai para o Diário Popular. 
Desde o seu primeiro número,  o jornal era declaradamente  abolicionista e republicano. A maioria dos jornalistas da época, como descreve Nélson Werneck Sodré na sua  História da Imprensa no Brasil , era ligada às lojas maçônicas. A Maçonaria desde o século XVII  funcionava, em Portugal e no Brasil,  como um partido político ligado ao liberalismo, ao positivismo e aos ainda ressoantes ideais da Revolução Francesa, de Liberdade, Igualdade e Fraternidade, canalizando assim a  garantia  das liberdades individuais.  
Como "articulista de fundo", no jargão jornalístico daquele tempo, o jornal contava com Aristides Lobo, que proporcionou ao jornal  o "furo" nacional da Lei Áurea, já na edição vespertina de 14 de maio de 1888, um feito para a época. 

Foi no Diário Popular fundado por José Maria Lisboa que Aristides Lobo escreveu o famoso registro jornalístico sobre a ausência de participação popular na Proclamação da República:  O povo assistiu àquilo bestializado, atônito, surpreso, sem conhecer o que significava. Muitos acreditaram seriamente estar vendo uma parada, em artigo escrito no próprio dia 15, e publicado no "Diário Popular" de 18 de novembro de 1889.

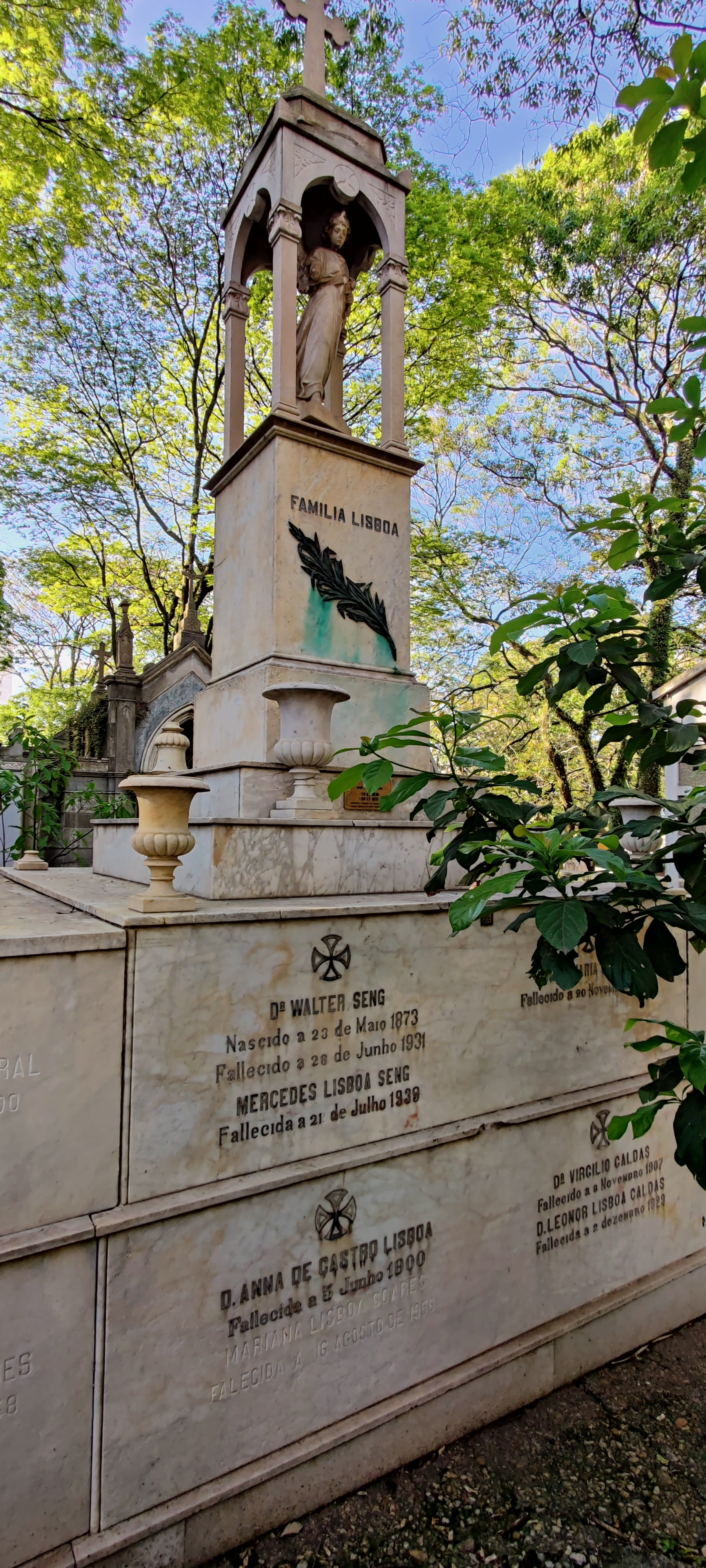
Túmulo de José Maria Lisboa e familiares no Cemitério da Consolação em São Paulo (2022)

Com a Proclamação da República, Américo de Campos foi nomeado cônsul do Brasil em Nápoles. Assim, Sales e Campos venderam sua parte na sociedade a Lisboa e tomaram rumos essencialmente políticos, deixando o jornalismo. 
A Redação do Diário Popular funcionava em edifícios do centro de São Paulo, sucessivamente na rua do Rosário (hoje João Brícola), na rua do Carmo e na rua Major Quedinho, 28; neste último endereço, numa elipse da história, no mesmo prédio em que durante anos esteve instalado O Estado de S. Paulo. 
Jornal simples, caracterizava-se pela inclusão de inúmeros pequenos anúncios, voltados para a procura de empregos e empregados e oferta de negócios menores, fato que garantiu independência de grandes anunciantes.  Fazia jus ao seu nome e tinha razoável tiragem e uma reputação de diário descomprometido, honesto e financeiramente sólido.  Tanto que o historiador Afonso de Freitas indica-o como "o mais popular de todos os periódicos da capital, principalmente entre as classes menos favorecidas". Os argumentos do historiador  são o preço e a facilidade de acesso às colunas do jornal quando se tratava da defesa de ideias "justas". (FREITAS, Affonso Antônio de. A imprensa periódica de São Paulo desde os seus primórdios em 1823 até 1914. São Paulo, Typ. do Diário Oficial, 1915, p. 290) 
Com essa linha editorial, o jornal manteve-se na quarta posição entre os jornais paulistanos até a década dos 1980, como asseverou Alberto Dines, no seu Observatório da Imprensa, em edição de 2001.  Em 1988,  Rodrigo Lisboa Soares, bisneto de José Maria Lisboa,  o fundador, vendeu o jornal ao grupo empresarial do político Orestes Quércia. Em 2001, mudou novamente de mãos, sendo  adquirido pela empresa que edita O Globo e rebatizado com o nome de Diário de S. Paulo, título que antes pertencia aos Diários Associados. 